# Romain Beynié
Romain Beynié, né le 6 mai 1987 à Lyon, est un ancien footballeur français. Il jouait au poste de milieu défensif.

## Carrière

### En club
Romain Beynié fait ses premiers pas au Football Club de L'Arbresle dès l'âge de 5 ans. À 14 ans, alors qu'il est courtisé par de nombreux clubs, il rejoint le centre de formation de l'Olympique lyonnais, tout en poursuivant ses études jusqu'à l'obtention d'un bac ES en 2006.
Capitaine dans toutes les catégories de jeunes avec l'Olympique lyonnais au sein de la génération 1987 (formée entre autres de Karim Benzema, d'Hatem Ben Arfa et de Loïc Rémy), il dispute son premier match avec l'équipe professionnelle le 6 décembre 2005 lors d'une rencontre de la phase de groupe de la Ligue des champions 2005-2006 contre Rosenborg BK. Sur demande de Gérard Houllier, alors entraîneur de l'équipe, il signe son premier contrat professionnel avec l'Olympique lyonnais en juin 2007, pour une durée de trois ans.
Lors de sa deuxième saison professionnelle, en 2008-2009, il est prêté à l'AFC Tubize, club belge promu en Division 1. Sous les ordres d'Albert Cartier, il fait partie de l'équipe-type et est aligné à 27 reprises en championnat.
Le 1er février 2010, il rejoint le FC Gueugnon dirigé par Guy et Tony Vairelles en National.
En juin 2012, il rejoint l'Amiens SC en National.

### En sélection
Romain Beynié a fréquenté les sélections de jeune de l'équipe de France. Il remporte la Coupe Méridien en 2005 en Turquie avec l'équipe de France des moins de 18 ans sous les ordres de Philippe Bergerôo.

## Statistiques
| Saison                | Club                  | Championnat           | Championnat | Championnat | Coupe(s) nationale(s) | Coupe(s) nationale(s) | Compétition(s) continentale(s) | Compétition(s) continentale(s) | Compétition(s) continentale(s) | Total | Total |
| Saison                | Club                  | Division              | M.          | B.          | M.                    | B.                    | Comp.                          | M.                             | B.                             | M.    | B.    |
| 2005-2006             | Olympique lyonnais    | Ligue 1               | -           | -           | -                     | -                     | C1                             | 1                              | 0                              | 1     | 0     |
| 2006-2007             | Olympique lyonnais    | Ligue 1               | -           | -           | -                     | -                     | -                              | -                              | -                              | 0     | 0     |
| 2007-2008             | Olympique lyonnais    | Ligue 1               | -           | -           | -                     | -                     | -                              | -                              | -                              | 0     | 0     |
| 2008-2009             | AFC Tubize (prêt)     | Jupiler Pro League    | 24          | 0           | 1                     | 0                     | -                              | -                              | -                              | 25    | 0     |
| 2009-2010             | FC Gueugnon           | National              | 16          | 1           | -                     | -                     | -                              | -                              | -                              | 16    | 1     |
| 2010-2011             | FC Mulhouse           | CFA                   | 15          | 0           | 3                     | 1                     | -                              | -                              | -                              | 18    | 1     |
| 2011-2012             | US Luzenac            | National              | 37          | 1           | 2                     | 0                     | -                              | -                              | -                              | 39    | 1     |
| 2012-2013             | Amiens SC             | National              | 15          | 1           | 1                     | 0                     | -                              | -                              | -                              | 16    | 1     |
| 2013-2014             | Amiens SC             | National              | 13          | 0           | -                     | -                     | -                              | -                              | -                              | 13    | 0     |
| 2014-2015             | Amiens SC             | National              | 21          | 1           | 3                     | 0                     | -                              | -                              | -                              | 24    | 1     |
| 2015-2016             | SR Colmar             | National              | 26          | 0           | 3                     | 0                     | -                              | -                              | -                              | 29    | 0     |
| 2016-2017             | CA Bastia             | National              | 8           | 0           | -                     | -                     | -                              | -                              | -                              | 8     | 0     |
| Total sur la carrière | Total sur la carrière | Total sur la carrière | 175         | 4           | 13                    | 1                     | -                              | 1                              | 0                              | 189   | 5     |

## Palmarès

### En club
Avec l'Olympique lyonnais
- Champion de France des moins de 16 ans : 2004
- Champion de France des moins de 18 ans : 2005
- Finaliste de la Coupe Gambardella : 2005 et 2006
- Champion de France des réserves professionnelles : 2006

### En sélection
- Vainqueur du Tournoi de Montaigu : 2004
- Vainqueur de la Coupe Méridien : 2005